# Landwehr (Militär)

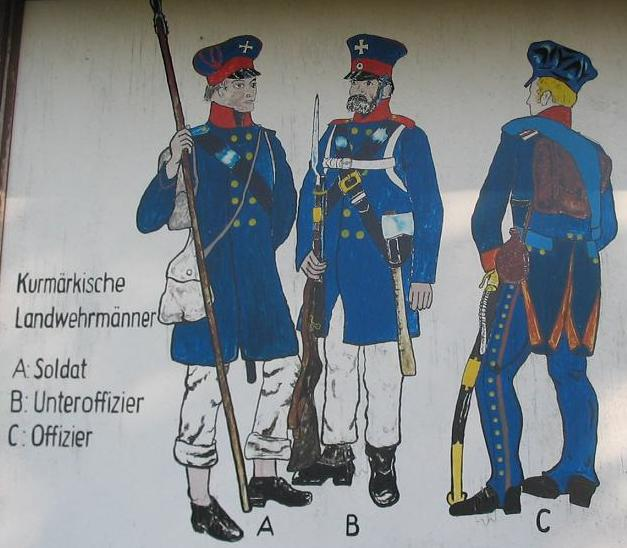
(Preußisch-)Kurmärkische Landwehr 1813

Landwehr ist ein Begriff aus dem Militärwesen, der je nach Staat oder Gebiet unterschiedliche Bedeutungen annehmen kann. Häufig geht es um einem stehenden Heer beigeordnete milizartige Verbände oder Einheiten aus Reservisten älterer Jahrgänge.

## Deutschland

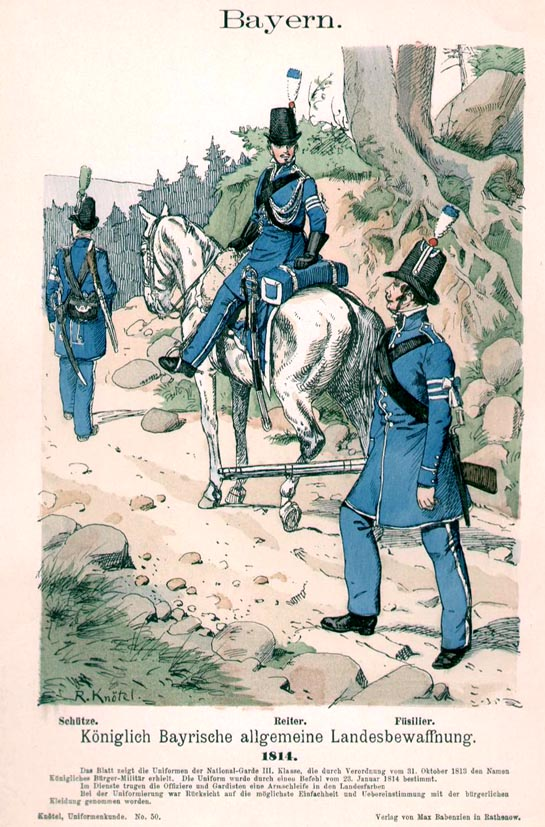
Bayerische allgemeine Landesbewaffnung, 1814

Die Landwehr war neben dem Stehenden Heer ein Teil des Heeres. In einzelnen Ländern gab es zeitweise dafür auch den Begriff Landmiliz, Landsturm oder auch Landfahnen. Ab 1813 verband sich in einigen deutschen Staaten, wie Preußen, Hannover, Hessen und anderen mit der Errichtung der Landwehr die erstmalige Einführung der allgemeinen Wehrpflicht. In anderen Staaten blieb die Aufstellung der Landwehr jedoch damals noch gleichbedeutend mit der Einziehung von Freiwilligen (Landsturm und Freikorps, freiwillige Jäger) oder irregulären Milizverbänden.

### Bayern
1809 wurde nach französischem Vorbild eine Nationalgarde mit drei Klassen aufgebaut (1. Klasse: Reservebataillone der Linienregimenter, 2. Klasse: Landwehr, 3. Klasse: Bürgermilitär). Eine bayerische Besonderheit bilden dabei die am Alpenrand aufgestellten Gebirgsschützenkompanien. Die Nationalgarde wurde von 1814 bis 1816 in die Landwehr des Königreichs Bayern umgewandelt. Im Rahmen der Heeresreform von 1868 wurde der Name Landwehr für ältere Jahrgänge der Reserve, für die ältesten wehrpflichtigen Jahrgänge der Begriff Landsturm verwendet. Die Landwehr- und Landsturm-Regimenter wurden noch im Ersten Weltkrieg eingesetzt.
Im Rahmen der Landwehr sind auch die Krieger- und Veteranenvereine zu betrachten. Diese wurden bis 1918 von den bayerischen Militärbehörden überwacht.

### Hansestädte

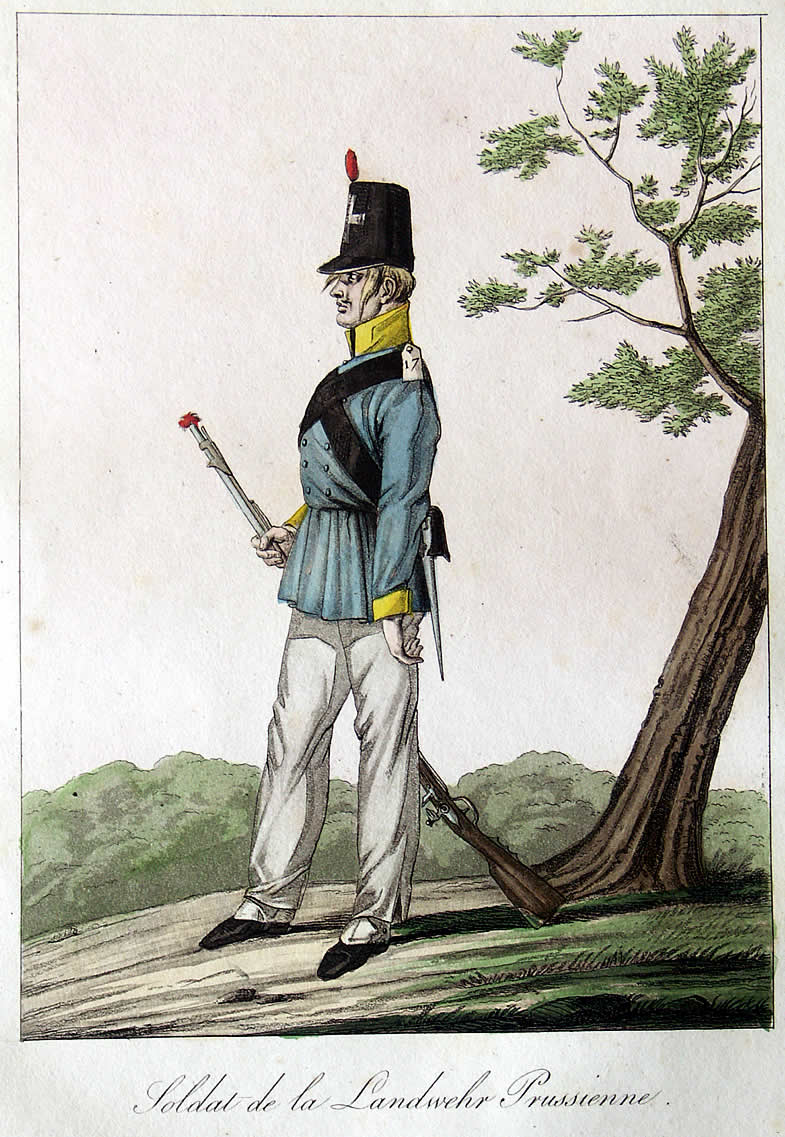
Soldat der preußischen Landwehr, 1815. Der Tschako ist britischer Herkunft und wurde mit dem weißen Landwehrkreuz versehen.

Die Lübecker Landwehr trug, abweichend von den üblichen Gepflogenheiten, die Bezeichnung Landsturm und stellte das Aufgebot der Lübecker Bürgergarde im ländlichen Umland der Stadt dar. Auch die anderen Hansestädte stellten ab 1813, teils mit russischen und britischen Ausrüstungen, irreguläre Kontingente auf, wie etwa die Hamburger Bürgergarde (ab 1815 das Hamburger Bürgermilitär), die Hanseatische Bürgergarde (errichtet 1813 in Mecklenburg, mit britischen Tschakos) oder ab Oktober 1813 die Hanseatische Legion.

### Preußen

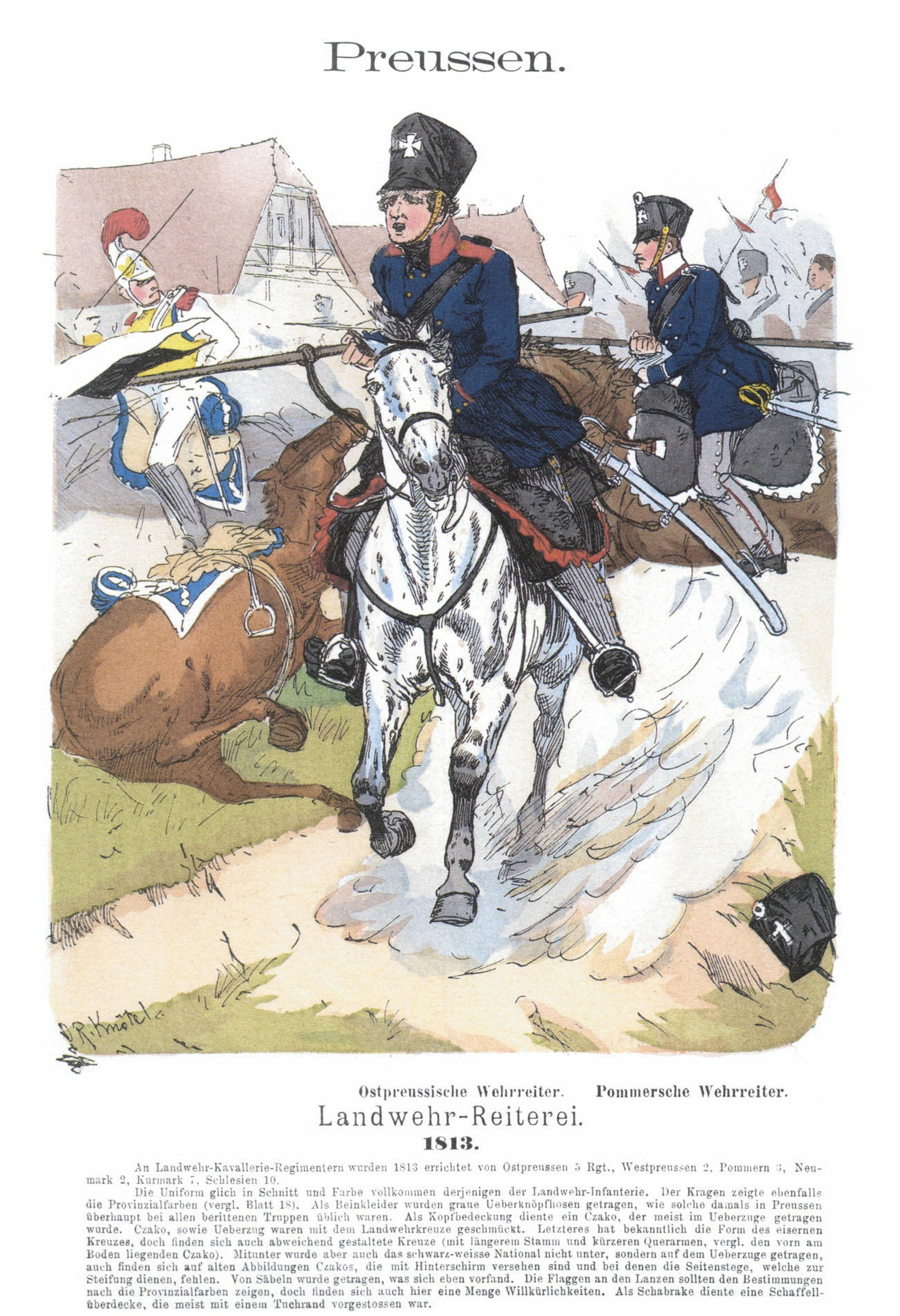
Landwehrkavallerie 1813

In Preußen wurde die Landwehr nach Scharnhorsts Entwurf durch Verordnung vom 17. März 1813 eingeführt. In ihr dienten alle wehrpflichtigen Männer im Alter von 17 bis 40 Jahren, die nicht zu den regulären Einheiten eingezogen wurden oder als Freiwillige Jäger dienten. Je nach Bevölkerungsdichte wurde für jedes Gebiet (Kanton) eine jeweils festgelegte Anzahl an Wehrpflichtigen (Kantonisten) festgelegt. Fanden sich nicht genug Freiwillige, wurde die fehlende Anzahl an Wehrmännern durch Los bestimmt. Obwohl die Landwehreinheiten in der Zeit der Freiheitskriege nur zu Kriegszeiten ausgehoben wurden, waren sie den regulären Militäreinheiten gleichgestellt.
Die Ausrüstung und Bewaffnung der Landwehrinfanterie war in den Anfängen 1813 bis 1815 ziemlich mangelhaft, häufig wurden auch nur Piken und Äxte als Waffen geführt, und viele Soldaten hatten keine Schuhe. Die Landwehrkavallerie war bis 1816 grundsätzlich mit Lanzen ausgerüstet. Die zahlreichen Infanterie- und Kavallerieregimenter der preußischen Landwehr wurden damals nach den Herkunftsprovinzen nummeriert. Die Abzeichenfarben an Kragen und Ärmeln des Uniformrockes, der einreihig geknöpften dunkelblauen Litewka sowie der Kopfbedeckung richteten sich ebenfalls nach der Provinz und waren die folgenden:
- Gelb: Schlesien
- Weiß: Pommern
- Schwarz: Westpreußen
- Mohnrot: Ostpreußen[4], Kurmark, Neumark
- Hellblau: Elbprovinz/Magdeburg
- Grün: Westfalen
- Krapprot: Rheinprovinzen (erst etwa ab Juni 1815)[5]

Die Achselklappen gaben bei den preußischen Landwehr-Infanterieregimentern durch ihre Farbe das jeweilige Bataillon wieder (I. Weiß, II. Rot, III. Gelb) und trugen zudem häufig die Nummer des Regimentes.
In der preußischen Landwehr dienten, wie auch im Lützowschen Freikorps und der Deutsch-Russischen Legion, ab 1813 einige berühmte Dichter der deutschen Romantik, wie etwa Theodor Körner, Ernst Moritz Arndt, Joseph von Eichendorff und Wilhelm Smets. Zudem bildeten sich nach Aufruf des Königs auch regionale Freiwilligenverbände, wie etwa die Westphälisch-ostfriesische Landwehr.
Nachdem in den Unruhen von 1848/1849 die republikanische Linke große Hoffnungen auf die Landwehr setzte und sogar eine Demokratisierung der Landwehr anstrebte, wurde die Landwehr 1858 im Zuge einer Reform des Militärs geschwächt, was zum Preußischen Verfassungskonflikt führte.

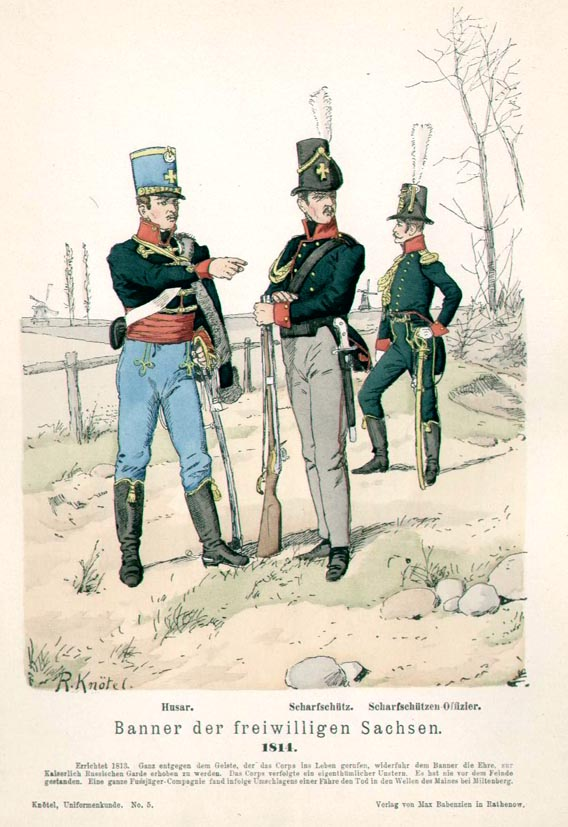
Banner der freiwilligen Sachsen, 1814

### Sachsen
In der Sächsischen Armee wurde 1814/1815 das Banner der freiwilligen Sachsen errichtet, das an den Kopfbedeckungen oder Uniformen, ebenso wie die Landwehr in Hessen und Anhalt, das Landwehrkreuz trug. Es handelte sich allerdings um eine Freiwilligeneinheit. Daneben wurde auch eine Landwehr nach preußischem Vorbild aufgestellt. Daneben gab es 1814 bis 1815 eine königlich sächsische provisorische Infanterie-Brigade (noch in weißer Rheinbund-Uniform mit gelben Rabatten) unter preußischem Kommando sowie eine sächsische Landwehr.

### Sachsen-Weimar-Eisenach
Auch im Großherzogtum Sachsen-Weimar-Eisenach wurden 1814 freiwillige Jäger-Verbände (schwarz uniformiert, goldene Abzeichenfarbe, Kopfbedeckung mit goldenem Landwehrkreuz) und Landsturm-Einheiten (dunkelgrüne Litewka, rote Abzeichenfarbe) zu Fuß und zu Pferde aufgestellt.

### Württemberg
Im Königreich Württemberg wurden zu Beginn die vier Begriffe Landwehr, Landmiliz, Landsturm oder Landesausschuss gleichzeitig synonym benutzt. Entsprechende Verbände wurden zu unterschiedlichen Zeiten teilweise nur im Frieden aufgestellt, teilweise auch in Kriegszeiten (im Französisch-Holländischen Krieg (1672–1679), im Pfälzischen Erbfolgekrieg (1688–1697), in den Koalitionskriegen (1792–1795, 1809, 1813)) tatsächlich aufgeboten. Nach 1871 galten die Regelungen des Deutschen Reiches bis 1918.

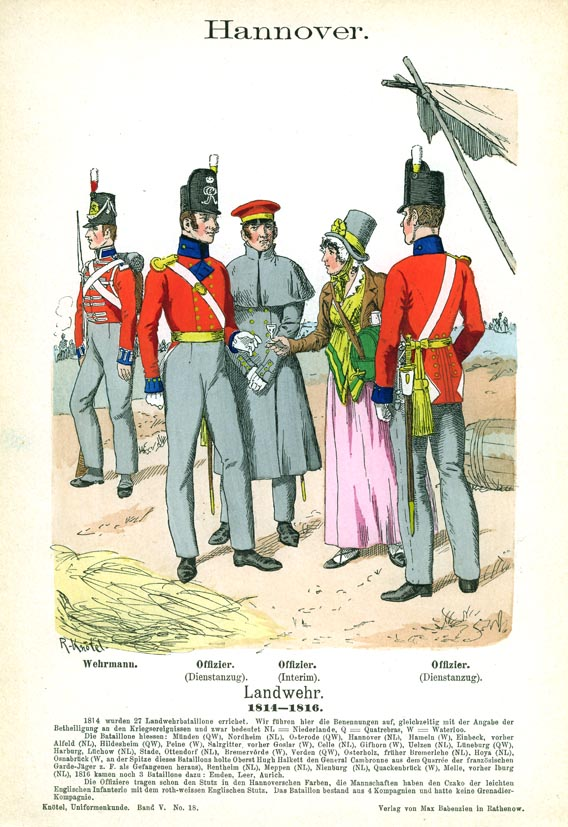
Hannover: Landwehr 1814–1816

Siehe auch: Württembergische Armee

### Hannover
In der neuen Armee des auf dem Wiener Kongress gegründeten Königreichs Hannover wurden neben den sieben Feldbataillonen der Linieninfanterie und einem Jägerkorps vor allem zahlreiche Landwehrinfanterie-Bataillone aufgestellt, die in englischen Uniformen und gleichgestellt mit regulären englischen Infanterieregimentern in den Schlachten bei Quatre-Bras und der Schlacht bei Waterloo eingesetzt wurden. Die Landwehr war in Bataillonen organisiert, die nach ihrer Herkunft benannt waren, wie etwa Bremervörde,  Celle, Hameln, Hildesheim, Hoya, Gifhorn, Goslar, Lüneburg, Nienburg, Osnabrück, Osterode, Peine, Salzgitter, Verden und andere. Später wurde wie in den anderen deutschen Staaten ein Teil der Reserve als Landwehr bezeichnet.

### Hessen-Kassel

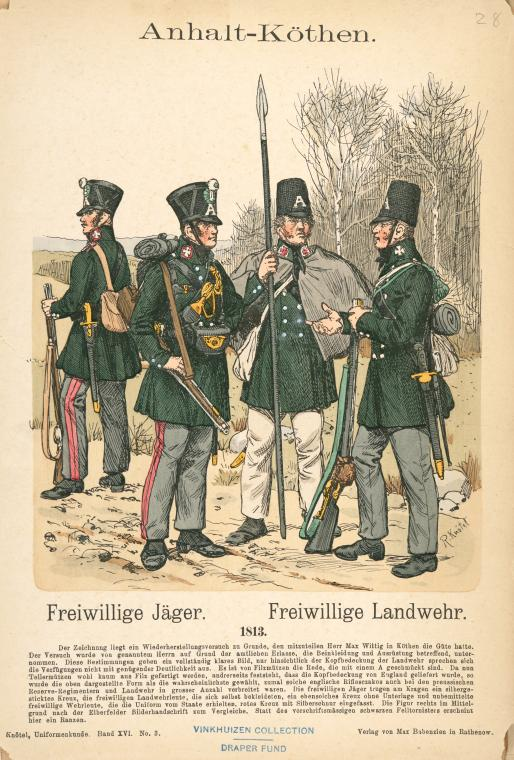
Anhalt: Freiwillige Jäger und Landwehr 1813

Im 1814 neu entstandenen Kurfürstentum Hessen-Kassel wurden 1814 Verbände aus freiwilligen Jägern sowie zwei Landwehr-Infanterie-Regimenter (Uniform: blaue zweireihige Litewka, Abzeichenfarbe Gelb beim 1., Rot (Schwarz) beim 2. Regiment; Tschako nach Rheinbund-Muster mit Überzug und aufgemaltem weißen Landwehrkreuz) errichtet.

### Mecklenburg-Strelitz
1814 wurde im Herzogtum Mecklenburg-Strelitz Landwehrinfanterie errichtet, die in einreihiger geknöpfter blauer Litewka, mit aufgenähtem rotem Kreuz auf dem linken Oberarm und preußischem Landwehrtschako uniformiert war.

### Anhaltische Herzogtümer und Thüringische Staaten
Verschiedene Freiwilligen-Einheiten wurden ab 1813 errichtet, so etwa im Herzogtum Anhalt-Köthen in grüner Litewka mit rotem oder weißem Landwehrkreuz am Kragen und großem „A“ auf dem Filz-Tschako nach englischem Stovepipe-Muster, wie auch bei preußischen Regimentern der Landwehr und Reserve-Infanterie gängig.

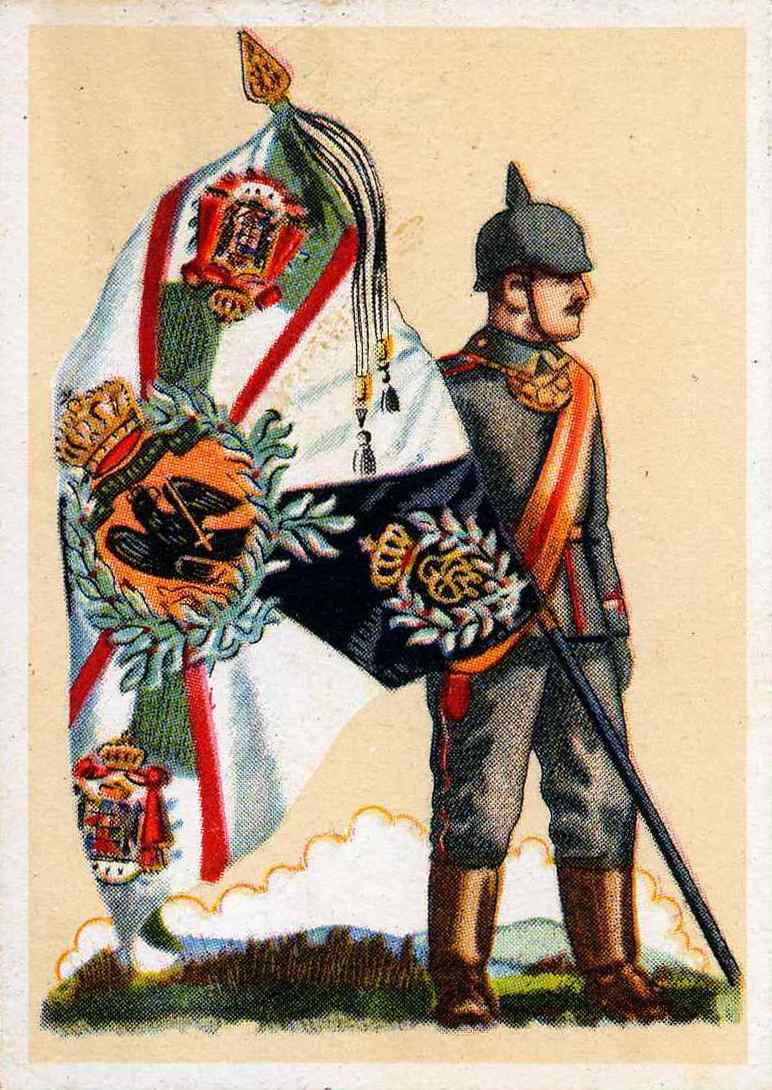
Landwehrregiment Nr. 93 (Anhalt), um 1913

### Norddeutscher Bund und Deutsches Reich bis 1918
Am 9. November 1867 wurde die Einrichtung der Landwehr auf das Gebiet des Norddeutschen Bundes, nach § 2 der Reichsverfassung vom 16. April 1871 auf das gesamte Deutsche Reich (mit Ausnahme Bayerns, wo aber ähnliche Regelungen galten) übertragen.
Nach Ableistung der zwei- oder dreijährigen aktiven Dienstzeit im stehenden Heer wurde der Militärpflichtige für mehrere Jahre in die Reserve überführt. Anschließend wurde der Militärpflichtige an die Landwehr überwiesen. Es gab zwei Aufgebote:
- 1. Aufgebot: Die Wehrpflichtigen gehörten ihm fünf Jahre an.
- 2. Aufgebot: Die Wehrpflichtigen gehörten ihm drei Jahre lang an.

Im 1. Aufgebot waren jährlich zwei Übungen (Manöver) von drei- bzw. einwöchiger Dauer abzuleisten. Das 2. Aufgebot sollte jährlich zu einer Übung einrücken, die gemeinsam mit dem 1. Aufgebot zu absolvieren war.
Die Landwehrdienstpflicht endete mit dem 31. März des Kalenderjahres, in dem der Militärpflichtige das 39. Lebensjahr vollendete. (Bis zur Vollendung des 45. Lebensjahres gehörte der Militärpflichtige, wie überhaupt alle gedienten und ungedienten Wehrfähigen, dem Landsturm an, der jedoch nur im unmittelbaren Krisenfall aufgerufen werden sollte. Übungen waren im Landsturm nicht mehr abzuleisten.) Die Offiziere der Landwehr wurden meist dem Reserve-Offizierkorps (dieses aufgebaut aus den Einjährig-Freiwilligen) entnommen.
Im Bereich der Kaiserlichen Marine entsprach der Landwehr die Seewehr.

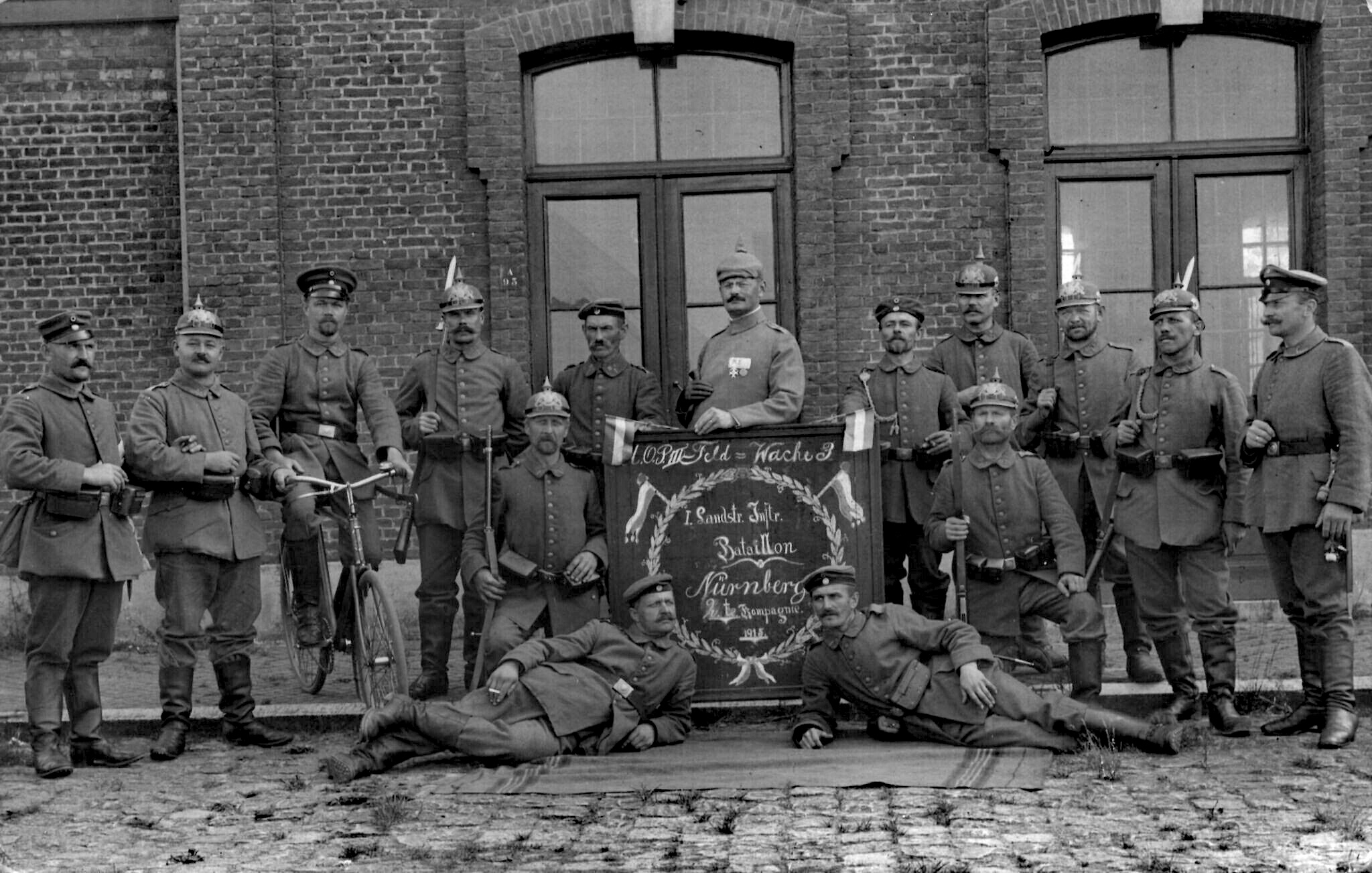
Soldaten eines Landsturm-Infanterie-Bataillons in Nürnberg (1915)

Während des Ersten Weltkrieges wurden zahlreiche Landwehr- (Landwehr-Infanterie-Brigaden) sowie Landsturmverbände (Landsturm-Infanterie-Regimenter und Landsturm-Bataillone) aktiv aufgestellt und eingesetzt. Durch Artikel 173 des Vertrages von Versailles (1919) wurde die Landwehr abgeschafft.
Siehe auch: Deutsches Heer (Deutsches Kaiserreich) und Liste der Infanterieregimenter der neupreußischen Armee#Landwehr

### Deutsches Reich 1933 bis 1945
Durch § 11 des Wehrgesetzes vom 21. Mai 1935 wurde die Landwehr wieder neu geschaffen. Planungen aus dem Jahre 1936 sahen vor, bis 1938 insgesamt 21 Landwehrdivisionen aufzustellen. Sie sollten sich aus Teilnehmern des Ersten Weltkrieges (bis Jahrgang 1900) und hauptsächlich aus den aufgelösten Grenzschutzformationen im Osten des Reiches, die ihre Funktion aufgrund der zunehmenden Stärke der Wehrmacht verloren hatten, zusammensetzen. Die Verbände umfassten größtenteils die Wehrpflichtigen im Alter zwischen 35 und 45 Jahren (Geburtsjahrgänge 1894–1904). Bei der Mobilmachung 1939 wurde am 26. August als einzige Landwehrdivision nur die 14. Landwehr-Division tatsächlich aufgestellt (sie wurde im Dezember 1939 in die 205. Infanterie-Division umgewandelt). Die anderen vorgesehenen Verbände wurden als Infanterie-Divisionen der dritten Welle aufgestellt.
Im Krieg wurden diese Divisionen aufgrund ihrer geringen Kampfkraft nur als bodenständige Einheiten verwendet. Die Ausrüstung umfasste nur unzureichend Uniformen, Schuhwerk, Kochgeschirre oder Stahlhelme, so dass ein Großteil der Mannschaften anfangs gezwungen war, den Dienst zivil mit einer entsprechenden Armbinde zu verrichten.
Ebenfalls wurde der Landsturm durch § 6 und § 7 (2) des Wehrgesetzes vom 21. Mai 1935 definiert. Der Landsturm umfasste jene deutschen Männer ab 45 Jahren, die durch die Erweiterung der Wehrpflicht bei Kriegs- und bei besonderen Notständen zum Wehrdienst herangezogen werden konnten.
Diese Definition des Landsturms ist nicht mit dem durch einen Führererlass vom 25. September 1944 ausgerufenen Deutschen Volkssturm zu verwechseln. Letzterer wurde im Wehrgesetz von 1935 nicht definiert.
Während des Zweiten Weltkrieges wurden die Angehörigen der Landwehr und des Landsturmes vorwiegend in sogenannten Landesschützeneinheiten eingesetzt.

## Österreich

### Österreich-Ungarn
Im ehemaligen Österreich-Ungarn hieß der Teil der Streitkräfte, der dem gemeinsamen Reichskriegsministerium unterstand k.u.k. Armee. Darüber hinaus gab es die k.k. (kaiserlich-königlich) österreichische Landwehr und die k.u. (königlich) ungarische Landwehr. Beide unterstanden eigenen Landesverteidigungsministerien in Wien und Budapest. Im Gegensatz zum Deutschen Reich, wo sich die Landwehr größtenteils aus Reservisten und Ungedienten zusammensetzte, bestanden die Landwehren in Österreich-Ungarn aus regulären Verbänden. Sie waren etatmäßig voll aufgestellt und nicht teilmobil oder gekadert.

### Republik Österreich
In der Republik Österreich war in der Heeresgliederung 72 die Landwehr als Träger der Verteidigung im Sinne des Raumverteidigungskonzeptes vorgesehen. Dazu war mit der Bildung der Landwehrstamm-Organisation im Jahr 1978 beabsichtigt, bis 1986 26 Landwehrregiments- (Zonen-)Kommanden mit 33 Landwehrbataillonen (Jägerbataillonen), 21 leichten Landwehrbataillonen (Jagdkampf, Sicherung), sechs Sperrbataillonen und einer weiteren Anzahl von Sperrkompanien aufzustellen.
Mit der Heeresgliederung 92 wurden die Landwehrregimenter in zwölf Jägerregimenter sowie vier Stabsregimenter umgewandelt, die übrigen Landwehrverbände und -einheiten aufgelöst.

## Schweiz
In der Schweizer Armee war die Landwehr bis zur Abschaffung der Heeresklassen 1995 (Armee 95) neben dem Auszug und dem Landsturm eine der Alterskategorien, die sich durch alle Truppengattungen und Dienstzweige zog.
Von 1815 bis 1848 (Militärreglement von 1817) bestand die eidgenössische Armee aus kantonalen Kontingenten des Auszugs und der Reserve sowie aus Landwehreinheiten, die vom Bund bei drohender Gefahr zusätzlich eingesetzt werden konnten. 1853 war die Armee in folgende Altersklassen eingeteilt: Auszug (22 bis 30), Reserve (31 bis 38) und Landwehr (39 bis 44). Mit der Einführung der allgemeinen Wehrpflicht von 1874 wurden sämtliche Verbände der Schweiz in die eidgenössische Armee integriert. Die Landwehr musste ab 1884 Wiederholungskurse leisten.
Vor 1961 gehörten die Wehrmänner im Alter von 37 bis 48 Jahren zur Landwehr, nach 1961 (Armee 61) im Alter von 33 bis 42 Jahren. Es gab artreine Landwehr-Einheiten, aber auch solche, die sich gemischt aus Auszug, Landwehr und Landsturm zusammensetzten (so zum Beispiel bei den Übermittlungstruppen).
Heute lebt der Name weiter im Blasorchester „Landwehr“ von Kanton und Stadt Freiburg, welches 1804 gegründet wurde und die Tradition (insbesondere der Uniformen) pflegt.